# 坎波贝洛岛

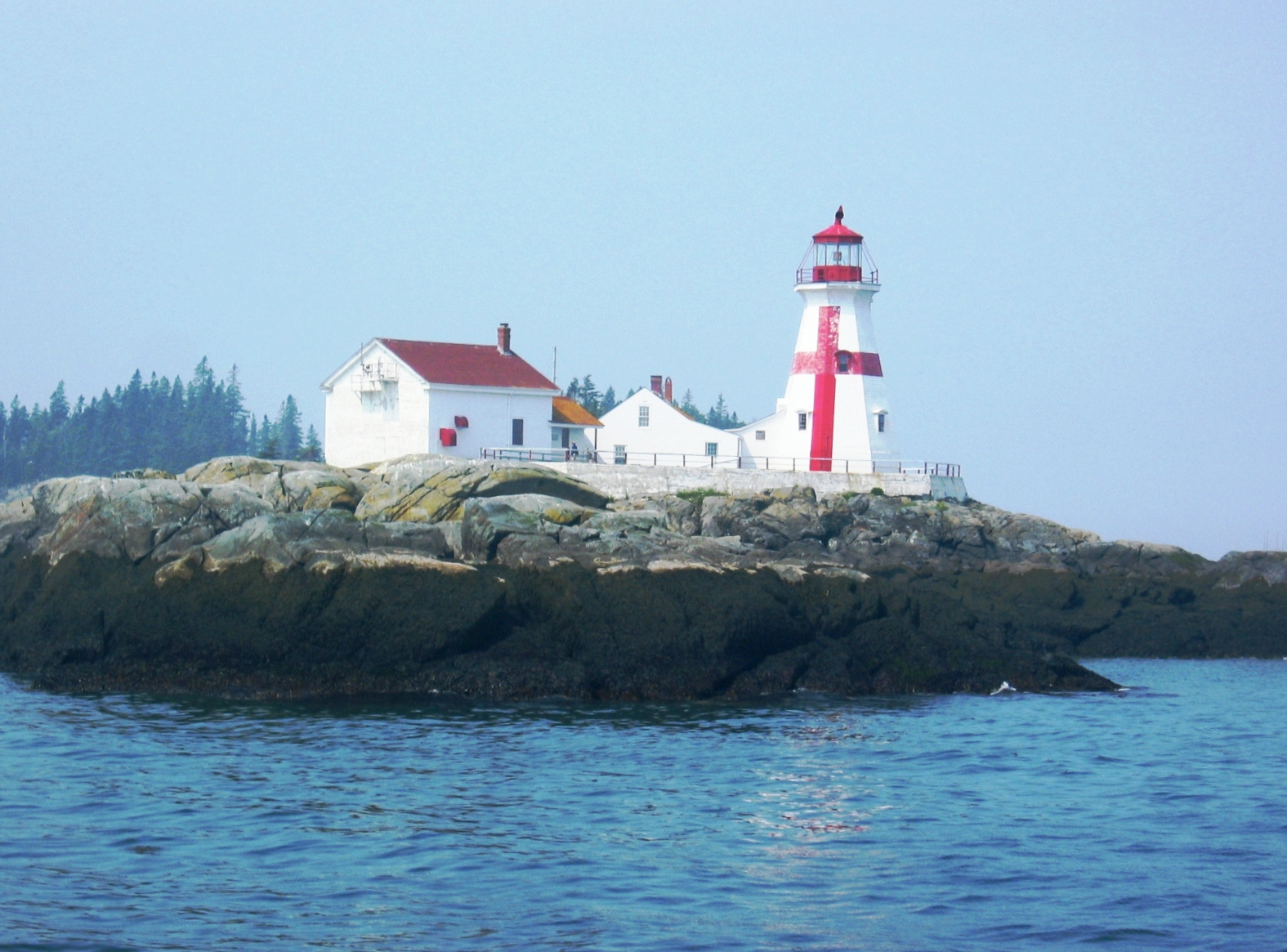
坎波贝洛岛，东郭德岬灯塔

坎波贝洛岛（英語：Campobello Island）位于加拿大新不伦瑞克省西南部帕塞默夸迪湾（Passamaquoddy Bay）入口处，毗邻Cobscook湾入口处，位于芬迪湾内。坎波贝洛岛通过富兰克林·德拉诺·罗斯福大桥与美国缅因州卢贝克（Lubec）相连。
岛长14（8.70英里），宽5（3.1英里），面积39.6平方（15.3平方英里）。除了与卢贝克相连的桥梁外，在夏季岛上有从鹿岛开来的汽车轮渡和从另一个新不伦瑞克省大陆上开来的轮渡。岛上2006年永久居民是1,056人。岛上大多数居民从事渔业/水产养殖业或旅游等行业。
该岛最初是帕萨马科迪人在上面定居，他们称它为Ebaghuit。